# ایگناتس دولینگر
ایگناتس دولینگر (آلمانی: Ignaz Döllinger؛ ۲۷ مهٔ ۱۷۷۰ – ۱۴ ژانویهٔ ۱۸۴۱) پزشک، کالبدشناس، فیزیولوژیست و فیلسوف طبیعی اهل آلمان بود.
وی از شاگردان آنتونیو اسکارپا بود و بعدها خودش شاگردان برجسته‌ای چون یوهان لوکاس شونلاین، لویی آگاسی و کارل ارنست فون بائر را تربیت کرد.
شهرت او به سبب مشارکت‌هایش در زمینهٔ کالبدشناسی تطبیقی و شناخت رشد و تکامل انسان است که بر اساس دانش او در زمینهٔ ریخت‌شناسی و فیزیولوژی صورت پذیرفت.